# Sphicosa longirostris
Sphicosa longirostris är en tvåvingeart som beskrevs av Smith 1962. Sphicosa longirostris ingår i släktet Sphicosa och familjen dansflugor. Inga underarter finns listade i Catalogue of Life.